# مارکو رومانو
مارکو رومانو (انگلیسی: Marco Romano؛ زادهٔ ۶ مهٔ ۱۹۵۳) ورزشکار شمشیربازی اهل ایتالیا است.
وی در مسابقات کشوری و بین‌المللی در مجموع برندهٔ ۱ مدال نقره شده‌است.